# St. Walburga und St. Georg (Allersheim)

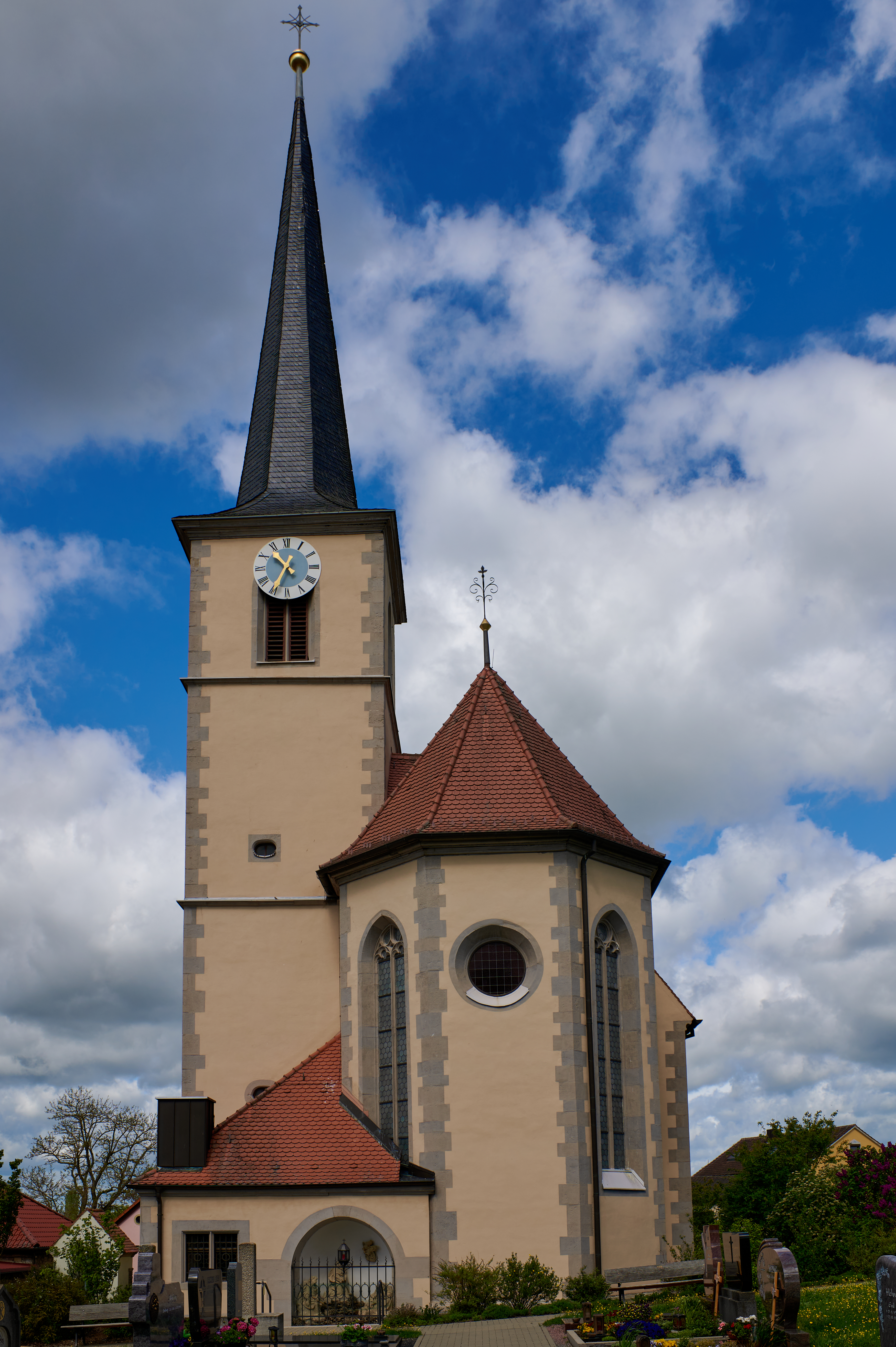
St. Walburga und St. Georg (Allersheim)

Die römisch-katholische, denkmalgeschützte Pfarrkirche St. Walburga und St. Georg steht im Gemeindeteil Allersheim des Marktes Giebelstadt im Landkreis Würzburg in Unterfranken. Das Bauwerk ist unter der Denkmalnummer D-6-79-138-10 als Baudenkmal in die Bayerische Denkmalliste eingetragen. Die Kirche gehört zur Pfarreiengemeinschaft Giebelstadt und Bütthard im Dekanat Ochsenfurt des Bistums Würzburg. Kirchenpatrone sind die Heiligen Walburga und Georg.

## Beschreibung
Die verputzte, mit Ecksteinen verzierte Saalkirche wurde zwischen 1616 und 1620 erbaut. An das Langhaus schließt sich im Osten ein eingezogener Chor mit 5/8-Schluss an, in dem sich zwei Lanzettfenster und ein Okulus öffnen. In der Süd-Ost-Ecke von Langhaus und Chor steht der Chorflankenturm, vom Baustil ein Julius-Echter-Turm. Sein oberstes Geschoss beherbergt die Turmuhr und hinter den Klangarkaden den Glockenstuhl, in dem drei Kirchenglocken hängen, die 1951 von der Erdinger Glockengießerei hergestellt wurden.

### Innenausstattung
Zur Kirchenausstattung gehört ein reich gegliederter spätbarocker Hochaltar aus Stuckmarmor mit einem Altarretabel von Oswald Onghers aus dem Jahr 1666. Es stellt die Apotheose der hl. Äbtissin Walburga in Gesellschaft von Heiligen dar. Sie wird begleitet von Putten und von Engeln, die den auf der Erde versammelten Bittstellern Ampullen mit heilsamem Öl reichen. Die beiden Seitenaltäre sind Maria, der Mutter Jesu, und dem Kirchenpatron Georg geweiht und mit Skulpturen des hl. Georg als Drachentöter und einer Mondsichelmadonna mit Kind ausgestattet.  
Der neue Volksaltar wurde am 13. Oktober 1996 durch Bischof Paul-Werner Scheele geweiht.
Eine Statue des heiligen Sebastian wurde 1754 von Johann Michael Joseph van der Auwera, einem Bruder von Lukas Anton van der Auwera, geschaffen.
Die Orgel mit sieben Registern, einem Manual und einem Pedal wurde 1721 von Johann Hoffmann gebaut. Sie wurde 1881 von Martin Joseph Schlimbach umgebaut und 1980 von Heinz Hoffmann Orgelbau, der Nachfolgefirma von Franz Grollmann, rekonstruiert.
Im Eingangsbereich befindet sich eine Pestsäule zum Gedenken an das Pestjahr 1668. Die beiden Reliefs zeigen den kreuztragenden Jesus und seine Begegnung mit Veronika auf seinem Weg nach Golgotha sowie das Stifterpaar mit vier Kindern.